# Petrus Hoosemans
Petrus Hoosemans (Breda, 1951) is een Nederlands vertaler. Hij is bekend vanwege zijn vertalingen van Les Fleurs du mal van Charles Baudelaire, die in verschillende samenstellingen en uitgaven verschenen. Een eerste bloemlezing uit Les Fleurs du mal van zijn hand verscheen in 1986 in een tweetalige editie van Ambo en Athenaeum–Polak & Van Gennep, met een inleiding van Maarten van Buuren en een nawoord door Johan Polak. Vervolgens verschenen er enkele uitgaven bij Philip Elchers en ten slotte publiceerde de Historische uitgeverij in 1995 een integrale vertaling, De bloemen van het kwaad, na een eerdere uitgave van acht gedichten.

## Baudelaire-vertalingen in het Nederlands
Hoosemans was de tweede vertaler die zich aan de sonnetten van Baudelaire waagde, na een eerdere integrale vertaling, De bloemen van den booze door Bert Decorte in 1946. Van de hand van de jonge Menno Wigman verscheen een jaar later en tien jaar voor zijn debuut als dichter, in 1987 een selectie van 26 gedichten in eigen beheer bij uitgeverij Nachtschade en twee jaar later heruitgegeven door Buissant. (Beide bundels verschenen overigens onder de afwijkende spelling 'Menno Wichman'.)
Midden jaren negentig zou Hoosemans' integrale vertaling aanvankelijk bij uitgeverij Van Oorschot gaan verschijnen, maar toen de vertalingen op zich lieten wachten, werd Hoosemans ingehaald door de rappe vertaalhand van Peter Verstegen, die in enkele maanden de 150 sonnetten in het Nederlands omzette en van commentaren voorzag. Deze uitgave werd overigens bekritiseerd door Michaël Zeeman, die Verstegen verweet 'met een metronoom onder handbereik' te hebben vertaald, en die concludeerde: 'Het wachten is op een vertaler met meer gevoel voor poëzie.' In NRC vergeleek Barber van de Pol beide vertalingen en concludeerde: 'Waar Hoosemans een beetje lelijk is, is Verstegen te mooiig, en ik weet niet wat meer vloekt bij Baudelaire.' Bij Hoosemans prees ze het 'vernuft' en de 'allure bij het bedenken van veelzeggende beelden'. In 2016 verscheen een selectie uit de Fleurs du mal van de hand van Paul Claes onder de titel Zwarte Venus.